# إبهام السيدة
إبهام السيّدة هو نبات حولي من الفصيلة البطباطية. ينتشر في جميع أنحاء أوراسيا من أيسلندا إلى البرتغال جنوباً وإلى اليابان شرقاً. كما أنه موجود كنوع من الأنواع المستقدمة والمجتاحة إلى أمريكا الشمالية، حيث لوحظ لأول مرة في منطقة البحيرات العظمى في عام 1843 وانتشر الآن في معظم أنحاء القارة.